# Góra Popa
Góra Popa (843 m) – szczyt w Beskidzie Sądeckim. Znajduje się na południowo-wschodnim grzbiecie Przysłopu w Paśmie Radziejowej. Grzbiet ten poprzez Kotelnicę (843 m), Cieluszki (811 m), Bereśnik (811 m), Górę Popa (843 m), Guckę (763 m) i Bryjarkę (677 m) opada do doliny Grajcarka w Szczawnicy w województwie małopolskim, w powiecie nowotarskim. Górna część grzbietu do Góry Popa biegnie w południowym kierunku, na Górze Popa skręca na południowy zachód. Wschodni stok Góry Popa opada do potoku Sopotnickiego, zachodni do Czarnego Potoku. Na Górze Popa grzbiet rozgałęzia się na dwa ramiona, pomiędzy które wcina się dolinka potoku Szczawnego.
Szczyt i stoki Góry Popa porasta las, ale południowo-wschodni grzbiet to łąki i zabudowania należącego do Szczawnicy osiedla Węglarzyska, a w dolinie potoku Szczawnego jest polana Jabłonie.